# Ruine Hirschenleck
Im Gemeindewalddistrikt Hirschenleck auf der Gemarkung von Herten, einem Ortsteil von Rheinfelden im Landkreis Lörrach in Baden-Württemberg wurde in den 1960er Jahren eine abgegangene Spornburg entdeckt.
Der Burgstall befindet sich auf einem Sporn im Gemeindewalddistrikt, etwa auf halbem Wege zwischen dem „Markhof“ im Südwesten und dem Dorf Herten im Osten. Der Burgstall hat noch keine eingehende Untersuchung erfahren. Ein Halsgraben, Mörtel- und Keramikreste sowie andere Funde deuten jedoch auf eine Adelsburg hin, die wahrscheinlich im 11. bis 12. Jahrhundert bestand. Schriftliche Quellen über die Burg sind nicht bekannt; ebenfalls unklar ist, ob eine Verbindung zu der Burgruine auf dem nahe gelegenen „Schlossberg“ (Ruine Hertenberg) bestand.